# Desastre Honda Point

Vista aérea da área do desastre, mostrando todos os sete destróieres. Fotografado de um avião atribuído ao USS Aroostook. Os navios são Nicholas e SP Lee no canto superior esquerdo. Delphy, virado e quebrado na pequena enseada à esquerda; Young, capotou no centro esquerdo; Chauncey, bem à frente de Young; Woodbury nas rochas no centro direito; e Fuller nas rochas à direita.

O desastre de Honda Point foi a maior perda em tempo de paz de navios da Marinha dos EUA. Na noite de 8 de setembro de 1923, sete destróieres, enquanto viajavam a 20 nós (37 km/h), encalharam em Honda Point (também conhecido como Point Pedernales; os penhascos ao largo da costa chamados Devil's Jaw), a poucos quilômetros do lado norte do Canal de Santa Bárbara fora de Point Arguello na Costa Gaviota no Condado de Santa Bárbara, Califórnia. Dois outros navios encalharam, mas foram capazes de manobrar livres das rochas. Vinte e três marinheiros morreram no desastre.